# Collection Böhl
Pour les articles homonymes, voir Bohl.
La collection De Liagre Böhl d'inscriptions cunéiformes ou collection Böhl est une collection de tablettes d'argile et d'autres objets portant des inscriptions cunéiformes à Leyde, aux Pays-Bas.
La collection porte le nom de son collectionneur, Frans de Liagre Böhl (en). Elle est la plus grande collection de tablettes cunéiformes des Pays-Bas. En plus de 3355 objets cunéiformes (dont des sceaux), la collection comprend un petit nombre d'objets du Proche-Orient et de l'Égypte antiques.
L'Institut néerlandais pour le Proche-Orient à Leyde (en) est propriétaire de la collection; les tablettes peuvent être consultées dans la salle de lecture des collections spéciales des Bibliothèques Universitaires de Leyde. Quelques objets de la collection Böhl sont exposés dans la galerie permanente « Le Moyen-Orient ancien » du Musée national des antiquités de Leyde.

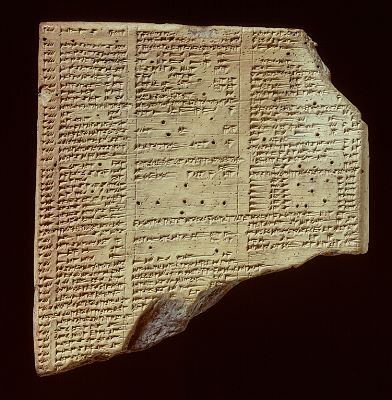
Tablette d'argile de la bibliothèque d'Assurbanipal (668-626 av. J.-C.). Collection De Liagre Böhl.